# Vesna Fabjan
Vesna Fabjan (n. 13 martie 1985, Kranj, Iugoslavia) este o schioară de fond slovenă, medaliată olimpică. A participat la 4 ediții ale Jocurilor Olimpice (2006, 2010, 2014, 2018) în care a câștigat o medalie de bronz.